# Endless Summer (The Beach Boys)
Endless Summer è un album compilation greatest hits del gruppo musicale statunitense The Beach Boys, pubblicato nel 1974 dalla Capitol Records.
Si tratta del maggior successo commerciale della band.

## Descrizione
Si tratta di una raccolta dei successi del gruppo nel periodo pre-Pet Sounds, compilata dalla vecchia etichetta discografica della band, la Capitol Records, mentre i Beach Boys erano sotto contratto con la Reprise Records. La compilation contiene molti brani "alternativi" rispetto alle versioni conosciute, includendo le versioni di Be True to Your School, Help Me, Rhonda, e Fun, Fun, Fun presenti negli album, invece delle versioni più note pubblicate su singolo.

### Copertina
Le prime stampe dell'album contenevano anche un poster raffigurante un aereo in volo che recava uno striscione con la scritta "Beach Boys". Nonostante il materiale presente nella raccolta si limiti a brani degli anni sessanta, l'artwork di copertina riflette la nuova immagine dei Beach Boys "barbuti" degli anni settanta. Inoltre la vegetazione dipinta sullo sfondo, sembra evocare la copertina dell'album Smiley Smile del 1967, anche se nessuno dei brani presenti in esso è incluso nella compilation (Good Vibrations fu aggiunta solo negli anni ottanta nella prima ristampa in formato CD). L'illustratore Keith McConnell (che si occupò anche delle altre compilation successive Spirit of America e Sunshine Dream) disegnò un ritratto della band circondata da una vegetazione lussureggiante e con delle incombenti onde del mare sullo sfondo.

## Pubblicazione e accoglienza
| Recensione                    | Giudizio |
| ----------------------------- | -------- |
| AllMusic                      | [ 2 ]    |
| Encyclopedia of Popular Music | [ 3 ]    |
| MusicHound                    | 4/5      |
| Rolling Stone                 | [ 5 ]    |

L'album suscitò indignazione, soprattutto in Brian Wilson, perché le canzoni ivi contenute si fermavano a California Girls, lasciando fuori tutto Pet Sounds e Good Vibrations, che Brian considerava i suoi capolavori. Evidentemente la Capitol aveva creato una compilation estremamente commerciale, che non teneva conto del progresso artistico del compositore. Endless Summer fu comunque un disco importante per la band, poiché, grazie al successo enorme che riscosse, contribuì a riportare sotto la luce dei riflettori i Beach Boys che venivano da un periodo di insuccessi commerciali che avevano molto annebbiato la loro fama e reputazione. L'album restò 155 settimane nella classifica di Billboard, raggiungendo la prima posizione nella classifica statunitense, e vendendo circa tre milioni di copie.
Anche se negli Stati Uniti venne pubblicato come doppio vinile (2 LP), in Gran Bretagna, l'album uscì come disco singolo con dieci canzoni per lato.

## Tracce
- Tutti i brani sono opera di Brian Wilson/Mike Love, eccetto dove indicato.

Lato 1
1. Surfin' Safari – 2:05
2. Surfer Girl (Brian Wilson) – 2:26
3. Catch a Wave – 2:07
4. The Warmth of the Sun – 2:51
5. Surfin' USA (Brian Wilson/Chuck Berry) – 2:27

Lato 2
1. Be True to Your School (Album Version) – 2:07
2. Little Deuce Coupe (Brian Wilson/Roger Christian) – 1:38
3. In My Room (Brian Wilson/Gary Usher) – 2:11
4. Shut Down (Brian Wilson/Roger Christian) – 1:49
5. Fun, Fun, Fun (Album Version) – 2:16

Lato 3
1. I Get Around – 2:12
2. Girls on the Beach – 2:24
3. Wendy – 2:16
4. Let Him Run Wild – 2:20
5. Don't Worry Baby (Brian Wilson/Roger Christian) – 2:47

Lato 4
1. California Girls – 2:38
2. Girl Don't Tell Me – 2:19
3. Help Me, Rhonda – 3:08 (Versione presente sull'album Today! originariamente intitolata Help Me, Ronda e dall'arrangiamento differente)
4. You're So Good to Me – 2:14
5. All Summer Long – 2:06

### Bonus track CD
1. Good Vibrations (aggiunta negli anni '80 alla prima ristampa in CD dell'album)

## Curiosità
La versione in cassetta dell'album differisce leggermente per la sequenza delle tracce. La prima facciata contiene tutti i brani delle facciate 1 & 2 nel medesimo ordine più I Get Around dal lato 3. La seconda facciata include le tracce restanti dei lati 3 & 4 nel medesimo ordine con l'eccezione di Girls On The Beach e Wendy che sono invertite.

## Classifiche
| Anno | Classifica    | Posizione |
| ---- | ------------- | --------- |
| 1974 | Billboard 200 | 1         |